# Anomala perakensis
Anomala perakensis es una especie de escarabajo del género Anomala, familia Scarabaeidae. Fue descrita científicamente por Ohaus en 1933.
Esta especie se encuentra en el continente asiático. 